# Linda Bergkvist
Linda Bergkvist (Umeå, Suecia, 5 de septiembre de 1977) es una destacada ilustradora y artista digital de temas de fantasía. Más conocida como Enayla en muchas comunidades virtuales de arte, Bergkvist se especializa en la ilustración de cuentos de hadas góticos, centrándose en lo sobrenatural e irreal.

## Obra
Linda Bergkvist ganó dos premios EXPOSÉ, un concurso de arte digital organizado por Ballistic Publication: Master (personaje en movimiento 2D) y Master (personaje en reposo 2D). Los dibujos fueron editados en el libro Exposé I y, posteriormente, parte de su obra apareció en Exposé II y Exposé IV. Esta serie de libros está considerada como la más importante de la industria del arte digital.
Poco después de ganar los dos premios Master publicó, junto con otros tres importantes artistas digitales, d'artiste Digital Painting, donde explicaba sus técnicas de trabajo. Otras de sus obras, siempre bajo Ballistic Publication, se encuentran en la serie de libros Exotique; además el primero de la serie de libros de posters Ballistic Masters está dedicado íntegramente a ella.
Linda Bergkvist participó también como artista conceptual en la película La brújula dorada, de 2007.